# Quiroplasto
O quiroplasto, também denominado quiroginasta, é um instrumento que facilita a aprendizagem do pianismo (técnica de tocar piano), que se adapta ao piano por molde a guiar e regular o movimento dos dedos do aprendiz. Foi inventado por Johann Bernhard Logier.

## Etimologia
O substantivo «quiroplasto», provém da aglutinação dos étimos gregos clássicos χειρος (queirós), que significa «mão» e πλάστης (plástes), que significa «o que serve de modelo; molde; forma», tendo entrado na língua portuguesa por via do vocábulo italiano «chiroplasto».

## História

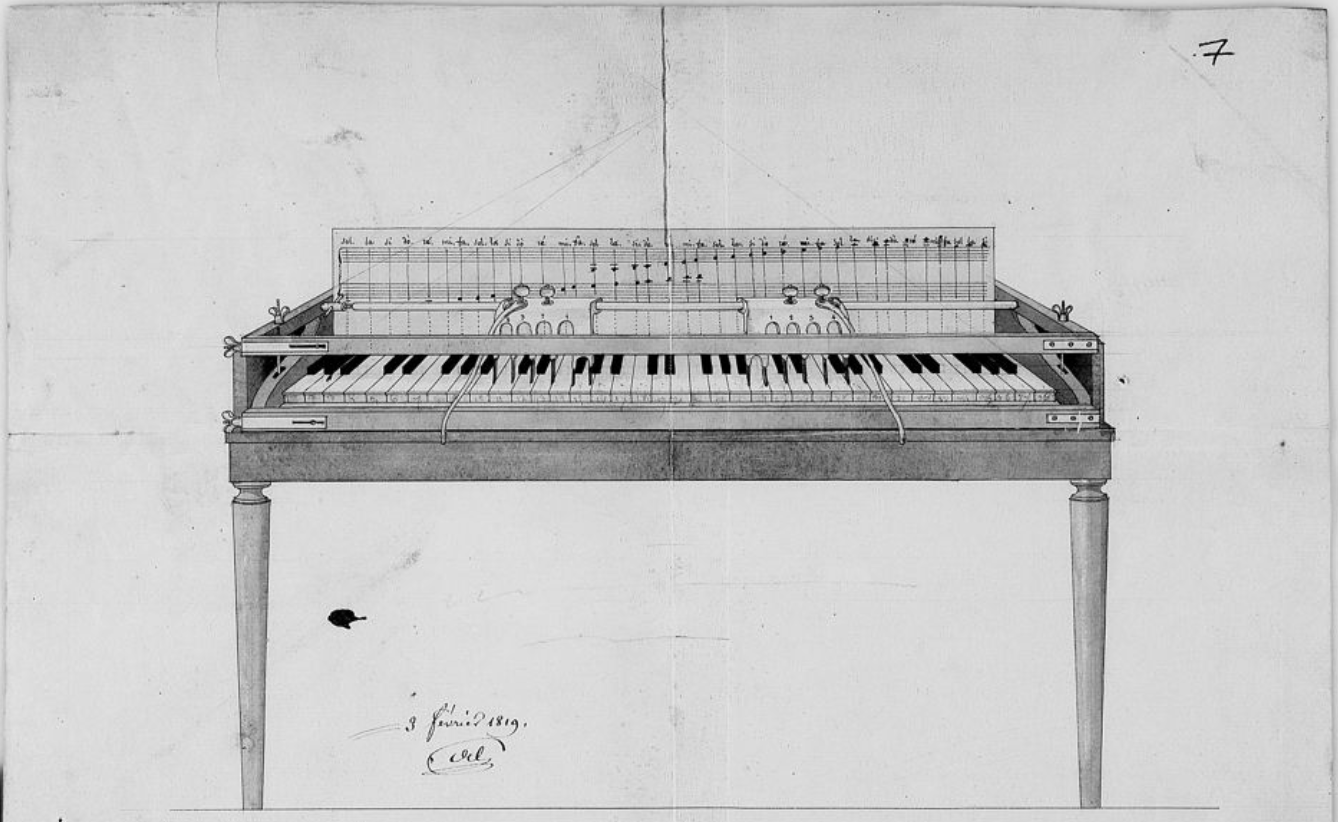
Esquema de um piano com um quiroplasto, representado em documentos de patenteação franceses.

Este aparelho surge por torno da primeira década do séc. XIX, às mãos de John Bernard Logier, no Reino Unido, no ensejo do chamado «Novo Sistema de educação musical», também concebido por Logier. Esta invenção, juntamente com o sistema de ensino que a empregava, foi patenteada a 28 de Abril de 1814, com o  N.º 3806. No mesmo ano, o quiroplasto foi anunciado, por meio de um folheto explicativo, publicado em Londres, onde Logier explicava como funcionava.
Explicava, ainda, que tinha inventado o aparelho por ocasião das lições de pianística que dera à filha e que o mesmo tinha em vista ajudar o aprendiz de pianista a ler as partituras em correlação com as teclas do piano, o que fomentava uma aprendizagem prática mais consistente no piano-forte. 
Na sequência desta publicação,  este novo sistema de ensino granjeou a popularidade e o reconhecimento de Logier, no meio musical. Com efeito, membros notáveis do meio musical da época, como Johann Baptist Cramer, Muzio Clemente, Friedrich Kalkbrenner e Louis Spohr, perfilaram-se como apologistas do «Novo Sistema de educação musical» de Logier e da sua invenção.
Sem embargo, a par desta popularidade, também se arregimentaram vozes de dissensão contra  Logier, que foi severamente criticado pelos membros da Royal Philharmonic Society, de Londres. Com efeito, a pressão foi de tal ordem que Cramer e Clemente, se viram desconsiderados publicamente, pelo apoio que tinham desposado pelo quiroplasto e pela metodologia de ensino musical patenteada por Lodgier.

## Descrição
O quiroplasto consiste numa estrutura de madeira que se prolongava ao longo do teclado do piano e que se encontrava firmemente fixada, por meio de parafusos. Diante do teclado e, portanto, diante do pianista, encontravam-se duas calhas paralelas, onde se inseriam as mãos. Destarte, deixava de ser possível ao pianista levantar ou baixar os pulsos, só os podendo movimentar lateralmente. Ao longo da estrutura de madeira, encontrava-se uma vareta de latão, posicionada a uma altura apropriada acima das teclas e a pouca distância das calhas paralelas. Nesta vareta de latão, assentavam os «guias digitais» que eram duas estruturas de latão, com cinco partições para cada dedo, que deslizavam ao longo da vareta metálica, diante do teclado. 
As partições eram formadas por placas de metal finas, que correspondiam exactamente com as divisões entre as teclas do piano. Posicionavam-se directamente acima das respectivas teclas e impediam os dedos de se mexerem noutra direcção que não fosse para cima ou para baixo.
Sobre cada «guia digital» encontrava-se um fio de latão, retesado, apertado por uma cravelha, que roçava na parte exterior do pulso e garantia que a mão se mantinha na devida posição, em relação ao braço. Além disto, havia uma tábua regulada com pautas, que era posta no leitoril do piano. Ao longo do compasso do piano, encontrava-se inscrita sobre cada tecla, a respectiva nota.